# Ivana Hanzlíková
Ivana Hanzlíková (* 24. července 1954) je česká architektka a urbanistka.

## Život
Ivana Hanzlíková se narodila 24. července 1954 vysokoškolskému pedagogovi prof. Vladimíru Průšovi a vysokoškolské odborné asistentce Ing. Heleně Průšové. Studovala na Fakultě architektury ČVUT v Praze a ještě před dokončením studií se provdala za spolužáka Pavla Hanzlíka. Narodily se jim dvě dcery, z nichž starší Michaela také vystudovala Fakultu architektury na ČVUT.
Ve svých 26 letech studium dokončila a připojila k českobudějovickému Stavoprojektu, kde působila následující deset let. Během této doby navrhla Ivana Hanzlíková svobodárny ve Vimperku a územní projekty zón v Dačicích, Počátkách a ve spolupráci s Karlem Zuskou a Zdeňkem Petráškem také v Humpolci.
V roce 1991 nastoupila na mateřskou dovolenou se svým posledním synem Petrem. Poté se do Stavoprojektu již nevrátila a začala pracovat na českobudějovickém magistrátu jako referentka oboru architektury a územního plánu, kde působila 3 roky. Během tohoto období vytvořila studii bytových domů v Českých Budějovicích, navrhla vlastní rodinný dům v Rudolfově a v roce 1997 byla realizována rekonstrukce administrativní budovy na nároží ulic Skuherského a Jírovcovy, kterou Hanzlíková navrhla společně s Karlem Veselým, se kterým poté spolupracovala ještě několikrát.
V roce 1998 se stala svobodnou architektkou. V následujících letech navrhla stavby pro tři výrobní závody, vždy ve spolupráci s Karlem Veselým a dalšími architekty (včetně jejího manžela Pavla Hanzlíka). Prvně to byl výrobní závod společnosti HATZ ve Vlachově Březím, na kterém spolupracovala opět pouze s Veselým. V roce 2002 se již tato dvojice rozšířila na pětičlenný architektonický tým (Ivana Hanzlíková, Karel Veselý, Pavel Hanzlík, Soňa Kohoutová a Josef Gottwald), který vytvořil výrobní závod společnosti Kern Liebers v Českých Budějovicích. Tento projekt získal zvláštní cenu poroty za přínos řešení k rekonverzi průmyslové zóny na přehlídce stavebních realizací PRESTA Jižní Čechy 2002–2004. Svůj poslední výrobní závod navrhla Hanzlíková se svým manželem Pavlem Hanzlíkem a se svým dlouhodobým spolupracovníkem Karlem Veselým. Jednalo se o výrobní závod Pöttinger ve Vodňanech, jehož plánování začalo již v roce 2001, ale byl realizován až v letech 2006–2018.
Mezi její samostatné projekty z doby, kdy působila jako svobodná architektka, můžeme zařadit variantní urbanistické studie centra Rudolfova z roku 2007 nebo změny územního plánu Českých Budějovic, na kterých pracovala od roku 2000 do roku 2020.
V roce 2008 se Hanzlíková připojila k projektové a inženýrské kanceláři APP-PROJEKT, jejímž ředitelem je Pavel Hanzlík.
Ivana Hanzlíková je členkou České komory architektů (zkr. ČKA).